# Hiszpania na Letnich Igrzyskach Olimpijskich 1976
Hiszpania na Letnich Igrzyskach Olimpijskich 1976 reprezentowało 113 zawodników. Był to trzynasty start reprezentacji Hiszpanii na letnich igrzyskach olimpijskich. Sportowcy Hiszpanii zdobyli dwa srebrne medale.
Najmłodszym reprezentantem Hiszpanii na tych igrzyskach była 12-letnia pływaczka – Antonia Real, zaś najstarszym 52-letni strzelec – Luis del Cerro.

## Skład reprezentacji

### Boks
- Enrique Rodríguez – Waga papierowa (48 kg) – 17. miejsce
- Vicente Rodríguez – Waga musza (51 kg) – 9. miejsce
- Juan Francisco Rodríguez – Waga kogucia (54 kg) – 15. miejsce
- Antonio Rubio – Waga lekka (60 kg) – 15. miejsce
- José Manuel Gómet – Waga lekkopółśrednia (63,5 kg) – 25. miejsce

### Gimnastyka
- Gabriel Calvo – Wielobój indywidualnie mężczyzn – 76. miejsce, Ćwiczenia wolne mężczyzn – 79. miejsce, Skok mężczyzn – 19. miejsce, Poręcz mężczyzn – 55. miejsce, Drążek mężczyzn – 73. miejsce, Kółka mężczyzn – 79. miejsce, Koń z łękami mężczyzn – 86. miejsce
- José de la Casa – Wielobój indywidualnie mężczyzn – 79. miejsce, Ćwiczenia wolne mężczyzn – 75. miejsce, Skok mężczyzn – 15. miejsce, Poręcz mężczyzn – 74. miejsce, Drążek mężczyzn – 78. miejsce, Kółka mężczyzn – 79. miejsce, Koń z łękami mężczyzn – 75. miejsce
- Fernando Bertrand – Wielobój indywidualnie mężczyzn – 86. miejsce, Ćwiczenia wolne mężczyzn – 73. miejsce, Skok mężczyzn – 72. miejsce, Poręcz mężczyzn – 87. miejsce, Drążek mężczyzn – 87. miejsce, Kółka mężczyzn – 76. miejsce, Koń z łękami mężczyzn – 79. miejsce
- Eloisa Marcos – Wielobój indywidualnie kobiet – 78. miejsce, Ćwiczenia wolne kobiet – 78. miejsce, Skok kobiet – 83. miejsce, Poręcz kobiet – 63. miejsce, Równoważnia kobiet – 72. miejsce
- Elisa Cabello – Wielobój indywidualnie kobiet – 82. miejsce, Ćwiczenia wolne kobiet – 82. miejsce, Skok kobiet – 77. miejsce, Poręcz kobiet – 75. miejsce, Równoważnia kobiet – 77. miejsce
- Mercedes Vernetta – Wielobój indywidualnie kobiet – 84. miejsce, Ćwiczenia wolne kobiet – 85. miejsce, Skok kobiet – 77. miejsce, Poręcz kobiet – 86. miejsce, Równoważnia kobiet – 81. miejsce

### Hokej na trawie
- Luis Carrera, Juan Amat, Jaime Arbós, Juan Arbós, Ricardo Cabot, Juan Colomer, Francisco Codina, Agustín Churruca, Francisco Fábregas, Jorge Fábregas, Agustín Masaña, Juan Pellón, Ramón Quintana, José Sallés, Francisco Segura, Luis Antonio Twose  – Hokej na trawie mężczyzn – 6. miejsce

### Jeździectwo
- Luis Álvarez – Skoki przez przeszkody - indywidualnie – 9. miejsce
- Eduardo Amorós – Skoki przez przeszkody – indywidualnie – 10. miejsce
- Alfonso Segovia – Skoki przez przeszkody – indywidualnie – Nie zajął żadnego miejsca
- Luis Álvarez, Alfonso Segovia, José María Rosillo, Eduardo Amorós – Skoki przez przeszkody – drużynowo – 6. miejsce

### Judo
- Juan Carlos Rodríguez – Waga półśrednia (70 kg) – 7. miejsce
- José Luis de Frutos – Waga średnia (80 kg) – 5. miejsce

### Kajakarstwo
- Herminio Menéndez – K-1 500 m mężczyzn – 4. miejsce
- Fernando Betancourt – K-1 1000 m mężczyzn – 5. miejsce w kwalifikacjach
- José Seguín, Guillermo del Riego – K-2 500 m mężczyzn – 4. miejsce
- Guillermo del Riego, José Seguín – K-2 1000 m mężczyzn – 5. miejsce
- José María Esteban, José Ramón López, Herminio Menéndez, Luis Gregorio Ramos – K-4 1000 m mężczyzn – 2. miejsce (srebrny medal)

### Kolarstwo
- Bernardo Alfonsel – Wyścig indywidualny ze startu wspólnego mężczyzn – 10. miejsce
- Rafael Ladrón – Wyścig indywidualny ze startu wspólnego mężczyzn – 32. miejsce
- Juan Moral – Wyścig indywidualny ze startu wspólnego mężczyzn – 33. miejsce
- Paulino Martínez – Wyścig indywidualny ze startu wspólnego mężczyzn – Nie zajął żadnego miejsca

### Lekkoatletyka
- Andrés Ballbé – 800 m mężczyzn – 4. miejsce w kwalifikacjach
- Fernando Cerrada – 5000 m mężczyzn – 12. miejsce w kwalifikacjach
- Mariano Haro – 10 000 m mężczyzn – 6. miejsce
- José Luis Ruiz – 10 000 m mężczyzn – 12. miejsce w kwalifikacjach
- Agustín Fernández – Maraton mężczyzn – 46. miejsce
- Antonio Baños – Maraton mężczyzn – 51. miejsce
- Santiago Manguan – Maraton mężczyzn – Nie zajął żadnego miejsca
- Antonio Campos – 3000 m z przeszk. mężczyzn – 8. miejsce
- Juan Carrasco – Skok w wzwyż mężczyzn – 24. miejsce
- Francisco Martín – Skok w wzwyż mężczyzn – 28. miejsce
- Rafael Blanquer – Skok w dal mężczyzn – 32. miejsce
- Ramón Cid – Trójskok mężczyzn – 18. miejsce
- Carmen Valero – 800 m kobiet – 6. miejsce w kwalifikacjach, 1500 m kobiet - 8. miejsce w kwalifikacjach
- José Luis Sánchez, Luis Sarría, Francisco García, Javier Martínez – Sztafeta 4 x 100 m mężczyzn – Nie zajęli żądnego miejsca (w kwalifikacjach)

### Piłka nożna
- Vitoria, Olmo, Cundi, Saura, Esteban, Paco Bermejo, Sanjosé, San José, Pulido, Tente Sánchez, Juani, Juan Gómez González, Arconada, Mir, Pedro Camus, Idígoras – Turniej mężczyzn – 9. miejsce

### Pływanie
- Jorge Comas – 100 m stylem dowolnym mężczyzn – 5. miejsce w kwalifikacjach
- David López-Zubero – 200 m stylem dowolnym mężczyzn – 3. miejsce w kwalifikacjach, 400 m stylem dowolnym mężczyzn – 5. miejsce w kwalifikacjach
- José Bas – 1500 m stylem dowolnym mężczyzn – 6. miejsce w kwalifikacjach
- David López-Zubero, Jesús Fuentes, Fernando Gómez-Reino, Santiago Esteva – 4 × 200 m stylem dowolnym mężczyzn – 4. miejsce w kwalifikacjach
- Santiago Esteva – 100 m stylem grzbietowym mężczyzn – 8. miejsce w kwalifikacjach, 200 m stylem grzbietowym mężczyzn – 4. miejsce w kwalifikacjach
- Pedro Balcells – 100 m stylem klasycznym mężczyzn – 5. miejsce w kwalifikacjach
- Miguel Lang-Lenton – 200 m stylem motylkowym mężczyzn – 5. miejsce w kwalifikacjach
- Santiago Esteva, Pedro Balcells, Mario Lloret, Jorge Comas –  4 × 100 m stylem zmiennym mężczyzn  – 6. miejsce w kwalifikacjach
- Antonia Real – 400 m stylem dowolnym kobiet – 5. miejsce w kwalifikacjach, 800 m stylem dowolnym kobiet – 6. miejsce w kwalifikacjach
- Silvia Fontana – 100 m stylem grzbietowy kobiet – 7. miejsce w kwalifikacjach
- Montserrat Majo – 100 m stylem motylkowym kobiet – 6. miejsce w kwalifikacjach
- Silvia Fontana, Rosa Estiarte, Magda Camps, Montserrat Majo – 4 × 100 m stylem zmiennym kobiet – 3. miejsce w kwalifikacjach

### Podnoszenie ciężarów
- Francisco Mateos – Kategoria 60 – 67,5 kg – 14. miejsce

### Skoki do wody
- Ricardo Camacho – Trampolina 3 m mężczyzn – 25. miejsce
- Carmen Belén Núñez – Trampolina 3 m kobiet – 25. miejsce

### Strzelectwo
- Jaime González – Pistolet szybkostrzelny 25 m – 20. miejsce
- Juan Seguí – Pistolet szybkostrzelny 25 m – 20. miejsce
- José del Villar – Karabin małokalibrowy 3 postawy 50 m – 45. miejsce
- Luis del Cerro – Karabin małokalibrowy leżąc 50 m – 41. miejsce
- José María Pigrau – Karabin małokalibrowy leżąc 50 m – 51. miejsce
- Esteban Azcue – Trap – 11. miejsce
- Eladio Vallduvi – Trap – 21. miejsce
- Juan Ávalos – Skeet – 7. miejsce
- Enrique Camarena – Skeet – 14. miejsce

### Żeglarstwo
- José Luis Doreste – Finn – 12. miejsce
- Antonio Gorostegui, Pedro Millet – Klasa 470 – 2. miejsce (srebrny medal)
- Félix Gancedo, Jesús Turró – Klasa Tempest – 9. miejsce
- Félix Anglada, Humberto Costas, Juan Costas – Klasa Soling – 12. miejsce
- Alejandro Abascal, José María Benavides – Klasa Latający Holender – 7. miejsce